# Joanna Łochowska
Joanna Łochowska (ur. 17 listopada 1988 w Zielonej Górze) – polska sztangistka, reprezentująca klub Budowlani Opole, trzykrotna mistrzyni Europy (2017-2019), mistrzyni kraju w kategorii 53 kg z Hrubieszowa w podrzucie, rwaniu oraz dwuboju.
W 2009 na mistrzostwach świata w Koyang zajęła 10. pozycję.
W 2010 na mistrzostwach Europy w Mińsku zajęła 6. miejsce.
W 2012 na Igrzyskach Olimpijskich w Londynie w kategorii do 53 kg zajęła 13. miejsce, zaliczając 191 kg (84 kg + 107 kg). Na mistrzostwach Europy w 2016 w norweskim Forde, zdobyła brązowy medal, uzyskując w dwuboju 204 kg. Rok później została mistrzynią Europy w kat. 53 kg. Zdobywając złote medale mistrzostw Europy w dwóch następnych latach (2018: 88 kg + 108 kg), (2019, 87 kg + 112 kg, w kategorii 55 kg), została pierwszą polską sztangistką, która została mistrzynią Europy trzy razy z rzędu. Wśród mężczyzn dokonali tego wcześniej Waldemar Baszanowski i Mieczysław Nowak.